# Wspólnota administracyjna Schorndorf
Wspólnota administracyjna Schorndorf – wspólnota administracyjna (niem. Vereinbarte Verwaltungsgemeinschaft) w Niemczech, w kraju związkowym Badenia-Wirtembergia, w rejencji Stuttgart, w regionie Stuttgart, w powiecie Rems-Murr. Siedziba wspólnoty znajduje się w mieście Schorndorf, przewodniczącym jej Matthias Klopfer.
Wspólnota administracyjna zrzesza jedno miasto i jedną gminę wiejską:
- Schorndorf, miasto, 39 236 mieszkańców, 58,86 km²
- Winterbach, 7 678 mieszkańców, 17,10 km²